# IPhone 12
O iPhone 12 e o iPhone 12 Mini (estilizado e comercializado como iPhone 12 mini) são smartphones projetados, desenvolvidos e comercializados pela Apple Inc. Eles são os iPhones "carro-chefe acessíveis" da décima quarta geração, sucedendo o iPhone 11. Eles foram revelados em um evento especial da Apple realizado virtualmente no Apple Park em Cupertino, Califórnia, em 13 de outubro de 2020, ao lado do "carro-chefe premium" iPhone 12 Pro e iPhone 12 Pro Max e HomePod Mini. As encomendas do iPhone 12 começaram em 16 de outubro de 2020, e o telefone foi lançado na maioria dos países em 23 de outubro de 2020 junto com o iPhone 12 Pro e o iPad Air de quarta geração. As pré-encomendas do iPhone 12 Mini começaram em 6 de novembro de 2020, e o telefone foi lançado em 13 de novembro de 2020, junto com o iPhone 12 Pro Max.
As principais atualizações do iPhone 11 incluem a adição de um Super Retina XDR OLED em oposição ao painel IPS LCD retroiluminado por LED Liquid Retina no iPhone 11 e XR, suporte 5G, a introdução de MagSafe, sistema Apple A14 Bionic em um chip (SoC) e alta dinâmica -range vídeo Dolby Vision 4K até 30 fps. O iPhone 12 e o iPhone 12 Mini, como o iPhone 12 Pro e o iPhone 12 Pro Max, são os primeiros modelos de iPhone da Apple a não incluir mais um adaptador de energia ou fones de ouvido EarPods encontrados em modelos de iPhone anteriores; no entanto, um cabo USB-C para Lightning está incluído; essa mudança foi aplicada retroativamente a outros modelos de iPhone vendidos pela Apple, como o iPhone XR, iPhone 11 e o iPhone SE de segunda geração.
O iPhone 12 Mini foi descontinuado e removido do site da Apple após o anúncio do iPhone 14 e iPhone 14 Pro em 7 de setembro de 2022.

## Design
O iPhone 12 e 12 Mini é a primeira grande reformulação desde o iPhone X. Ele apresenta um chassi com bordas planas, semelhante aos designs do iPhone 4 e iPhone 5, bem como do iPad Pro desde 2018 e do iPad Air de 4ª geração, que também foi lançado em 2020. O tamanho do entalhe é semelhante aos modelos anteriores do iPhone, apesar das especulações sobre uma redução na largura. As bordas ao redor da tela são 35% mais finas do que qualquer modelo anterior. O novo design também vem com um vidro frontal temperado com cerâmica, comercializado como Ceramic Shield, enquanto a parte traseira mantém o vidro reforçado Dual-Ion Exchange da geração anterior.
Em 20 de abril de 2021, no evento especial da Apple “Spring Loaded”, a Apple revelou uma nova opção de cor roxa que ficou disponível em 30 de abril de 2021.
O iPhone 12 e 12 Mini estão disponíveis em seis cores: preto, branco, vermelho, verde, azul e roxo.